# Mikulovice, Jeseník
Mikulovice là một làng thuộc huyện Jeseník, vùng Olomoucký, Cộng hòa Séc.